# 豊島たづみ
豊島 たづみ（とよしま たづみ、1954年11月26日 - ）は、福岡県出身のシンガーソングライターである。血液型O型。

## 経歴
通称TAZZ。少女時代はウォーカー・ブラザーズのスコット・ウォーカーのファンだった。14歳からギターによる曲作りを始めていた。大学進学のため18歳で上京し在学中にTVコマーシャルの仕事を始める。代表作は森永の「エンゼルパイ」であり、他にも多くの作品を制作している。大学では中国文学を専攻。
それと同時に自分自身のレコーディングも始まり、1977年ポリドールレコードよりアルバム『ちぎれ雲』でデビュー。代表的なヒット曲にテレビドラマ「たとえば、愛」（大原麗子主演）のテーマソング「とまどいトワイライト」、「オレンジ色の愛たち」（宇津井健、秋吉久美子、風吹ジュン出演）のテーマソング「行き暮れて」等がある。
TBSラジオ深夜放送「ヤングプラザ午前3時」のパーソナリティーとしてもかなりの人気があった。1982年発売のシングル「燃えつきて、ディザイア」を最後に、妊娠・出産を機に同年10月より主婦業に専念。 
2007年25年振りに神奈川県逗子市のホールにてコンサートを開催。2009年6月アルバム『キッチンから愛をこめて』をリリースして活動再開。 1男2女の子どもを育て上げ、夫と柴犬の「ドンタク」と共に鎌倉に暮らす。
2014年に発表された、アメリカのヒップホップ・アーティストであるジージーとジェイ・Zの楽曲「Seen It All」に、「とまどいトワイライト」がサンプリングされた。プロデューサーのCardoは、この曲を使ったことについて「この曲を聴くと、日本のネオン街の夜や人々、文化が脳裏に浮かぶんだ」と語っている。
2017年 - 2018年にかけて、デビュー40周年を記念して、ポリドールレコードよりリリースされた全アルバムが最新リマスタリング及びボーナストラック付きで再発売。キティより発売された唯一のシングル曲も、ボーナストラックとして収録。

## 出演・タイアップ

### テレビ番組
- 1979年　TBSドラマ（木曜座）1月 - 4月放送「たとえば、愛」（倉本聡脚本、大原麗子主演）の主題歌「とまどいトワイライト」を担当。番組中にも弾語り役としても参加。
- 1979年　東京音楽祭出演。
- 1979年　TBSドラマ（木曜座）10月 - 12月放送「オレンジ色の愛たち」（宇津井健、秋吉久美子、風吹ジュン出演）の主題歌「行き暮れて」
- 1981年4月　よみうりテレビ「遠くへ行きたい」テーマ曲の歌唱担当（但し同番組歴代最短の1クールで使用終了）。
- 1984年　「燃えつきて、ディザイア」（作曲：来生たかお）がTVコマーシャルに挿入される。
- 2011年8月　NHK総合テレビ「思い出のメロディー」出演。

### ラジオ番組
- 「ヤングプラザ午前3時」（TBSラジオ）
- 「TAZZのメローナイト」（FM福岡）

## ディスコグラフィー

### シングル
※　すべて7インチレコードで発売。
| 発売日               | 規格品番             | 面                   | タイトル                 | 作詞                 | 作曲                 | 編曲                 |
| ポリドール・レコード | ポリドール・レコード | ポリドール・レコード | ポリドール・レコード     | ポリドール・レコード | ポリドール・レコード | ポリドール・レコード |
| -------------------- | -------------------- | -------------------- | ------------------------ | -------------------- | -------------------- | -------------------- |
| 1977年6月21日        | DR-6110              | A                    | ひとあしお先に           | つのだひろ           | つのだひろ           | 萩田光雄             |
| 1977年6月21日        | DR-6110              | B                    | 夏                       | 豊島たづみ           | 豊島たづみ           | 鈴木宏昌             |
| 1977年11月21日       | DR-6163              | A                    | おもいでは琥珀色         | 松本隆               | 井上忠夫             | 萩田光雄             |
| 1977年11月21日       | DR-6163              | B                    | ふたりだけの休日         | 豊島たづみ           | 豊島たづみ           | 鈴木宏昌             |
| 1978年10月21日       | DR-6258              | A                    | エヴリデイ・エヴリナイト | 来生えつこ           | 西脇睦宏             | 川村栄治             |
| 1978年10月21日       | DR-6258              | B                    | 都会のゆううつ           | 豊島たづみ           | 豊島たづみ           | 川村栄治             |
| 1979年2月1日         | DR-6282              | A                    | とまどいトワイライト     | 阿木燿子             | 宇崎竜童             | 大村雅朗             |
| 1979年2月1日         | DR-6282              | B                    | 寝た子を起こす子守唄     | 阿木燿子             | 宇崎竜童             | 大村雅朗             |
| 1979年10月1日        | DR-6358              | A                    | 行き暮れて               | 落合恵子             | 桜井順               | 大村雅朗             |
| 1979年10月1日        | DR-6358              | B                    | 海が見たい               | 豊島たづみ           | 豊島たづみ           | 川村栄治             |
| 1980年2月5日         | DR-6384              | A                    | 少しずつ愛して           | 来生えつこ           | 佐瀬寿一             | 川村栄治             |
| 1980年2月5日         | DR-6384              | B                    | ミッドナイトブルー       | 落合恵子             | 桜井順               | 大村雅朗             |
| 1980年6月1日         | DR-6421              | A                    | パジャマ・ゲーム         | ちあき哲也           | 筒美京平             | 萩田光雄             |
| 1980年6月1日         | DR-6421              | B                    | リバーサイド             | 来生えつこ           | 筒美京平             | 萩田光雄             |
| キティ・レコード     |                      |                      |                          |                      |                      |                      |
| 1981年3月            | 7DX-1052             | A                    | SAIL AWAY                | 豊島たづみ           | 豊島たづみ           | 川村栄治             |
| 1981年3月            | 7DX-1052             | B                    | LONELY ONE               | 下田逸郎             | 川村栄治             | 川村栄治             |
| 1982年               | 7DS-0021             | A                    | 燃えつきて、ディザイア   | 来生えつこ           | 来生たかお           | 川村栄治             |
| 1982年               | 7DS-0021             | B                    | まぼろしのQUEEN          | 豊島たづみ           | 豊島たづみ           | 川村栄治             |

### アルバム

#### オリジナル・アルバム
| 発売日             | 規格               | 規格品番           | アルバム | 備考                                                                              |
| ポリドールレコード | ポリドールレコード | ポリドールレコード | ポリドールレコード | ポリドールレコード                                                                |
| ------------------ | ------------------ | ------------------ | --- | --------------------------------------------------------------------------------- |
| 1977年7月          | LP                 | MR-3071            | ちぎれ雲 Side:A 1. おもいでは琥珀色(3:21) 2. フェニックスのように炎えて(3:37) 3. 痛いほど幸せ(4:14) 4. ひとあしお先に(3:41) 5. 夕焼け(4:36) Side:B 1. 夏(3:52) 2. Any More(3:15) 3. 私はアンニュイ(3:55) 4. 待ちぼうけ(2:44) 5. ちぎれ雲(4:00)                                                             |                                                                                   |
| 2017年11月30日     | CD（紙ジャケ）     | BRIDGE-247         | ちぎれ雲 Side:A 1. おもいでは琥珀色(3:21) 2. フェニックスのように炎えて(3:37) 3. 痛いほど幸せ(4:14) 4. ひとあしお先に(3:41) 5. 夕焼け(4:36) Side:B 1. 夏(3:52) 2. Any More(3:15) 3. 私はアンニュイ(3:55) 4. 待ちぼうけ(2:44) 5. ちぎれ雲(4:00)                                                             | 2017年デジタルリマスター盤                                                        |
| 1979年 4月         | LP                 | MR-3169            | とまどいトワイライト Side:A 1. エヴリデイ・エヴリナイト(3:40) 2. 寝た子を起こす子守唄(3:50) 3. ひとあしお先に(3:41) 4. おもいでは琥珀色(3:21) 5. 都会のゆううつ(3:38) Side:B 1. とまどいトワイライト(3:33) 2. アゲイン(4:23) 3. アントニオの唄(3:47) 4. 待ちぼうけ(2:44) 5. ANY MORE(3:15)                 |                                                                                   |
| 1994年11月26日     | CD                 | POCH-1423          | とまどいトワイライト Side:A 1. エヴリデイ・エヴリナイト(3:40) 2. 寝た子を起こす子守唄(3:50) 3. ひとあしお先に(3:41) 4. おもいでは琥珀色(3:21) 5. 都会のゆううつ(3:38) Side:B 1. とまどいトワイライト(3:33) 2. アゲイン(4:23) 3. アントニオの唄(3:47) 4. 待ちぼうけ(2:44) 5. ANY MORE(3:15)                 |                                                                                   |
| 2017年11月30日     | CD（紙ジャケ）     | BRIDGE-247         | とまどいトワイライト Side:A 1. エヴリデイ・エヴリナイト(3:40) 2. 寝た子を起こす子守唄(3:50) 3. ひとあしお先に(3:41) 4. おもいでは琥珀色(3:21) 5. 都会のゆううつ(3:38) Side:B 1. とまどいトワイライト(3:33) 2. アゲイン(4:23) 3. アントニオの唄(3:47) 4. 待ちぼうけ(2:44) 5. ANY MORE(3:15)                 | 2017年デジタルリマスター盤                                                        |
| 1979年11月         | LP                 | MR-3201            | STILL NIGHT Side:A 1. 少しずつ愛して(5:13) 2. 波間(3:23) 3. 笑ってサンバ(3:48) 4. 夜もすがら(4:33) 5. 船出の前に(4:40) Side:B 1. 行き暮れて(3:16) 2. 別れ言葉はいつも(3:22) 3. 潮騒がひびくころ(5:25) 4. 海が見たい(5:48) 5. 街に灯，空に星(4:40)                                                          |                                                                                   |
| 2017年11月30日     | CD（紙ジャケ）     | BRIDGE-248         | STILL NIGHT Side:A 1. 少しずつ愛して(5:13) 2. 波間(3:23) 3. 笑ってサンバ(3:48) 4. 夜もすがら(4:33) 5. 船出の前に(4:40) Side:B 1. 行き暮れて(3:16) 2. 別れ言葉はいつも(3:22) 3. 潮騒がひびくころ(5:25) 4. 海が見たい(5:48) 5. 街に灯，空に星(4:40)                                                          | 2017年デジタルリマスター盤、アルバム未収録シングル音源1曲、12曲のカラオケ音源付き |
| 1980年 6月         | LP                 | 28MX-2002          | 淑女のたしなみ Side:A 1. ベル・エポック(3:50) 2. もう海へなんか行かない(3:54) 3. 淑女のたしなみ(3:39) 4. パジャマ・ゲーム(3:38) 5. リバーサイド(4:22) Side:B 1. サマー・ナイト・ラプソディ(5:06) 2. リバティ・ミー(3:32) 3. ダンスはお熱く(3:51) 4. ドリーミン(3:52) 5. 九月の嵐(3:59)                     |                                                                                   |
| 2018年2月5日       | CD（紙ジャケ）     | BRIDGE-249         | 淑女のたしなみ Side:A 1. ベル・エポック(3:50) 2. もう海へなんか行かない(3:54) 3. 淑女のたしなみ(3:39) 4. パジャマ・ゲーム(3:38) 5. リバーサイド(4:22) Side:B 1. サマー・ナイト・ラプソディ(5:06) 2. リバティ・ミー(3:32) 3. ダンスはお熱く(3:51) 4. ドリーミン(3:52) 5. 九月の嵐(3:59)                     | 2018年デジタルリマスター盤、ボーナス・トラック入                                  |
| 1981年3月          | LP                 | 28MX-2011          | LONELY ONE 全編曲：川村栄二 Side:A 1. スモーギー・トキョー・ナイト(4:35) 2. こわれた心(3:31) 3. ロンリー・ワン(5:00) 4. ジェントル・レイン(3:49) 5. 海の見える窓(4:10) Side:B 1. フィルミー・タッチミー(4:54) 2. 女・ハード・ロード(4:18) 3. 黒のドレス(4:05) 4. Sail away(4:00) 5. きのうパラダイス(6:00) |                                                                                   |
| 2018年2月5日       | CD（紙ジャケ）     | BRIDGE-250         | LONELY ONE 全編曲：川村栄二 Side:A 1. スモーギー・トキョー・ナイト(4:35) 2. こわれた心(3:31) 3. ロンリー・ワン(5:00) 4. ジェントル・レイン(3:49) 5. 海の見える窓(4:10) Side:B 1. フィルミー・タッチミー(4:54) 2. 女・ハード・ロード(4:18) 3. 黒のドレス(4:05) 4. Sail away(4:00) 5. きのうパラダイス(6:00) | 2018年デジタルリマスター盤、アルバム未収録シングル音源2曲、10曲のカラオケ音源付き |
| PLATONIC RECORD    |                    |                    | |                                                                                   |
| 2009年6月17日      | CD                 | ML-1104            | キッチンから愛をこめて ※ 全作詞作曲：豊島たづみ 1. キッチンから愛をこめて 2. 19の夏 3. 悲しき鼓動 4. あなたは海になった 5. 今日を生きよう 6. 真円の月 7. 証 8. My Boy |                                                                                   |
| QULQUL LABEL       |                    |                    | |                                                                                   |
| 2018年5月23日      | CD                 | QL-2181            | 再会 〜どんな明日も抱きしめたい〜 1. カモメ(4:24) 2. 再会(4:26) 3. Telepathy(4:22) 4. 七日月(3:37) 5. 道(TAO)(3:46) 6. 長い沈黙(4:41) 7. 唄(5:03) 8. 涙の川を渡ろう(4:02) 9. 真円の月(3:47) |                                                                                   |

#### ベスト・アルバム
| 発売日         | レーベル      | 規格 | 規格品番   | アルバム                              |
| -------------- | ------------- | ---- | ---------- | ------------------------------------- |
| 1981年         | ポリドール    | LP   | 38MX-9027  | 豊島たづみベストアルバム SLIP & SLIDE |
| 1992年6月1日   | ポリドール    | CD   | POCH-1219  | 豊島たづみ Best Selection             |
| 2015年11月18日 | SOLID RECORDS | CD   | CDSOL-1693 | LIGHT MELLOW 豊島たづみ               |
| 2020年7月8日   | SOLID RECORDS | CD   | UVPR-30034 | LIGHT MELLOW 豊島たづみ               |

## 書籍
- エッセイ集『スリップ＆スライド』　181ページ　出版社: 皓星社 (1981/05/05) ASIN: B000J7RSG8 1100円